# Lingeri
Lingeri er finere tøjdele samt tilbehør til beklædning. I dag er lingeri nærmest udelukkende undertøj specifikt til kvinder. Afledt af fransk linge 'lærred' og latin linum 'hør'. Lingeri udtales "langeri(e)" hvor det sidste "e" er meget blødt.

## Historisk betegnelse
Indtil 50'erne betød "lingeri" finere tøjdele, blandt andet det der er dag kaldes "accessories". Der er dog en klar lighed med betydningen i dag, da det også dengang var en betegnelse for at fremstå ekstra flot, tiltrækkende og til en vis grad erotisk - dog under helt andre kulturelle normer. Derfor kunne en særlig flot damefrakke i fremstående farver og former være kategoriseret som damelingeri, og særlig pæne og moderne skjorter være en del af herrelingeri. Hertil var det typisk også under herrelingeriet at der var fremstillet pænere butterflys, slips, seler, dekorative stokke, piber, cigaretetuier m.m. som blev solgt som pynt og tilbehør til at fremstå særlig pæn. I damelingerieafdelingen var der netop også det finere undertøj, som lingeri kendes udelukkende for i dag. Her ville det typisk være pænere, måske "mindre skjulende" natkjoler i eksempelvis silke samt korsetter m.m.
Bedre herre- og drengetøjsforretninger havde ofte også en herrelingeri-afdeling, og skiltede med det. Ordet var altså dengang hverken associeret til et enkelt køn, eller begrænset til den direkte erotiske del af beklædningen, hvor lingeri i dag som regel forstås som kvindeundertøj af erotisk eller romantisk karakter.

## Lingerityper
- Babydoll, en kort natkjole eller negligé, typisk løs og ofte kombineret med matchende trusser.
- Basque, en tætsiddende overdel eller jakke.
- BH (Brystholder), en tæt siddende beklædningsgenstand, der løfter og støtter brysterne.
- Bloomers, løse underbukser, der typisk gik til lige under eller over knæet.
- Bodice, en overdel, der dækker kroppen fra hals til talje, ofte med snørelukning.
- Body, en tætsiddende heldragt, der dækker torso og skridtet.
- Bodystocking, en heldragt, der kan dække hele kroppen eller dele af den.
- Bustier, en tætsiddende top, der fremhæver barmen og former taljen.
- Chemise, en løs, ofte silkeagtig natkjole eller underkjole.
- Corselet, en kombineret BH og shapewear.
- G-streng, en minimal trusse med en smal stofstribe bagtil.
- Hofteholder, et bælte med stropper til at holde strømper på plads.
- Korsage, en let version af et korset, typisk uden kraftige stivere.
- Korset, en tætsiddende overdel med snøre og stivere til at forme taljen.
- Natkjole, en løs, behagelig kjole til søvn, kan variere i længde.
- Natskjorte, en løs skjorte beregnet til søvn, typisk lavet af bløde materialer.
- Negligé, en elegant, ofte gennemsigtig natkjole eller morgenkåbe.
- Pettipants, en type bloomers med flæser, ofte brugt til dans.
- Selvsiddende strømper, strømper med elastisk kant, der ikke kræver hofteholder.
- Shapewear, stramtsiddende undertøj, der former kroppen.
- Tanga, en trusse med smalle sider og mere dækning end en G-streng.
- Tap pants, en kort trusse, ofte af silke eller satin.
- Teddy, et heldækkende lingeri, der ligner en badedragt.
- Top (Camisole), en ærmeløs top med tynde stropper, ofte brugt som undertøj eller natbeklædning.
- Trusser, undertøj, der dækker underkroppen, findes i mange varianter.
- Underskørt (Petticoat), et skørt båret under kjoler for volumen eller diskretion.